# Finn Russell
Finn Alastair Russell (Bridge of Allan, 23 settembre 1992) è un rugbista a 15 britannico, internazionale per la Scozia, che gioca nel ruolo di mediano d'apertura nel Bath in Premiership Rugby.

## Biografia
Dopo il diploma superiore Russell iniziò a lavorare come scalpellino allenandosi nel tempo libero.
Reduce dal campionato mondiale giovanile disputato in Sudafrica nel 2012, giocò con l'Ayr prima di potere usufruire di una breve esperienza in Nuova Zelanda.
Venne poi ingaggiato dai Glasgow Warriors, con cui esordì a livello professionistico il 10 febbraio 2013 affrontando contro le Zebre in Pro12.
Debuttò internazionalmente con la Scozia in occasione del tour nelle Americhe del 2014, affrontando gli Stati Uniti a Houston il 7 giugno.
L'anno seguente giocò da titolare in quattro delle cinque partite del Sei Nazioni 2015, realizzando la sua prima meta contro l'Irlanda.
Lo stesso anno si laureò campione del Pro12 con Glasgow e guadagnò la convocazione alla Coppa del Mondo di rugby 2015 dove segnò una meta nella partita della fase a gironi vinta 45-10 contro il Giappone e in cui giunse fino ai quarti di finale.
Mentre era impegnato con la Scozia nel tour in Australia a giugno 2017, fu convocato d'urgenza insieme al suo connazionale Allan Dell nella selezione dei British Lions che stava preparandosi ad affrontare la serie dei tre test match in casa della Nuova Zelanda, per rimpiazzare alcune defezioni a causa d'infortunio.
Russell fu schierato in un incontro infrasettimanale con gli Hurricanes senza valore di test match.

## Palmarès
- Pro12: 1
Glasgow Warriors: 2014-15
- Challenge Cup: 1
Bath: 2024-25